# 解脂别样栖海冰菌
解脂别样栖海冰菌（学名：Aliiglaciecola lipolytica）前称解脂栖海冰菌或解脂居水菌，是别样栖海冰菌属的下属物种。此物种是一种革兰氏阴性、好氧、异养、不形成孢子、运动性、过氧化氢酶阳性、氧化酶阳性且嗜温的杆状细菌。此物种用单极鞭毛运动。此物种最早从中国天津市附近的沿海表层海水中分离出来。此物种最开始被分类为栖海冰菌属的物种，随后于2013年重新分类为别样栖海冰菌属的物种。